# Cédric Paquette
Cédric Paquette, född 13 augusti 1993, är en kanadensisk professionell ishockeyspelare som tillhör NHL–organisationen Tampa Bay Lightning och spelar för Syracuse Crunch i AHL. Han har tidigare spelat på lägre nivåer för Club de hockey junior de Montréal och Armada de Blainville-Boisbriand i LHJMQ.
Paquette draftades i fjärde rundan i 2012 års draft av Tampa Bay Lightning som 101:a spelare totalt.

## Statistik
| 2008–2009    | Albatros du Collège Notre-Dame    | MAAA         | 45  | 12 | 6  | 18  | 34  | 4  | 0  | 0  | 0  | 4  |
| 2009–2010    | Albatros du Collège Notre-Dame    | MAAA         | 32  | 10 | 18 | 28  | 83  | 8  | 5  | 2  | 7  | 24 |
| 2010–2011    | Albatros du Collège Notre-Dame    | MAAA         | 34  | 28 | 27 | 55  | 102 | 17 | 5  | 11 | 16 | 36 |
|              | Club de hockey junior de Montréal | LHJMQ        | 4   | 0  | 0  | 0   | 2   | —  | —  | —  | —  | —  |
| 2011–2012    | Armada de Blainville-Boisbriand   | LHJMQ        | 63  | 31 | 17 | 48  | 88  | 11 | 7  | 10 | 17 | 22 |
| 2012–2013    | Armada de Blainville-Boisbriand   | LHJMQ        | 63  | 27 | 56 | 83  | 103 | 15 | 7  | 5  | 12 | 33 |
|              | Syracuse Crunch                   | AHL          | —   | —  | —  | —   | —   | 3  | 0  | 0  | 0  | 0  |
| 2013–2014    | Tampa Bay Lightning               | NHL          | 1   | 0  | 1  | 1   | 0   | —  | —  | —  | —  | —  |
|              | Syracuse Crunch                   | AHL          | 70  | 20 | 25 | 45  | 153 | —  | —  | —  | —  | —  |
| NHL totalt   | NHL totalt                        | NHL totalt   | 1   | 0  | 1  | 1   | 0   | —  | —  | —  | —  | —  |
| AHL totalt   | AHL totalt                        | AHL totalt   | 70  | 20 | 25 | 45  | 153 | 3  | 0  | 0  | 0  | 0  |
| LHJMQ totalt | LHJMQ totalt                      | LHJMQ totalt | 130 | 58 | 73 | 131 | 193 | 26 | 14 | 15 | 29 | 55 |
| MAAA totalt  | MAAA totalt                       | MAAA totalt  | 111 | 50 | 51 | 101 | 219 | 29 | 10 | 13 | 23 | 64 |